# 本町通 (大阪市)

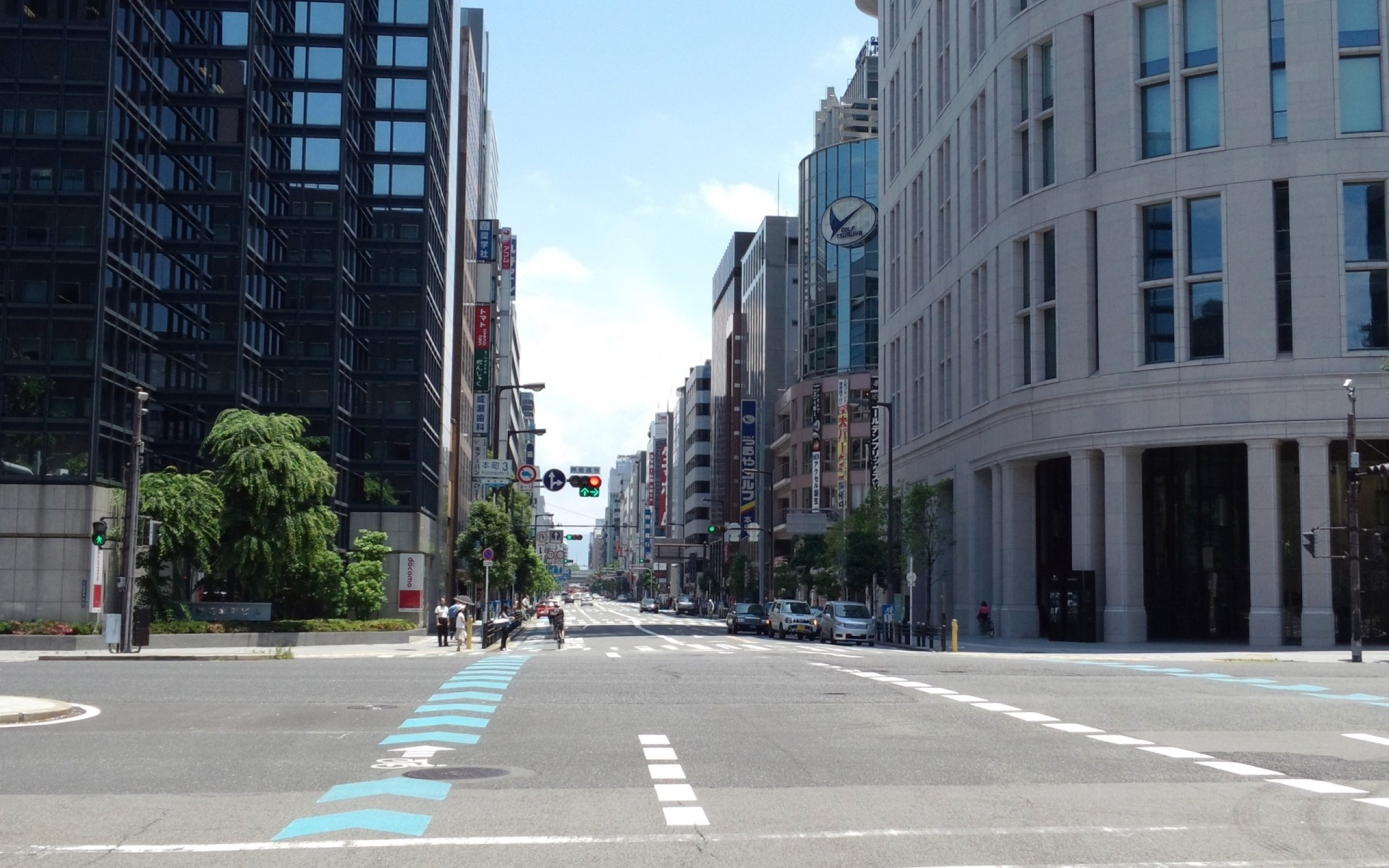
御堂筋との交点・本町3交差点

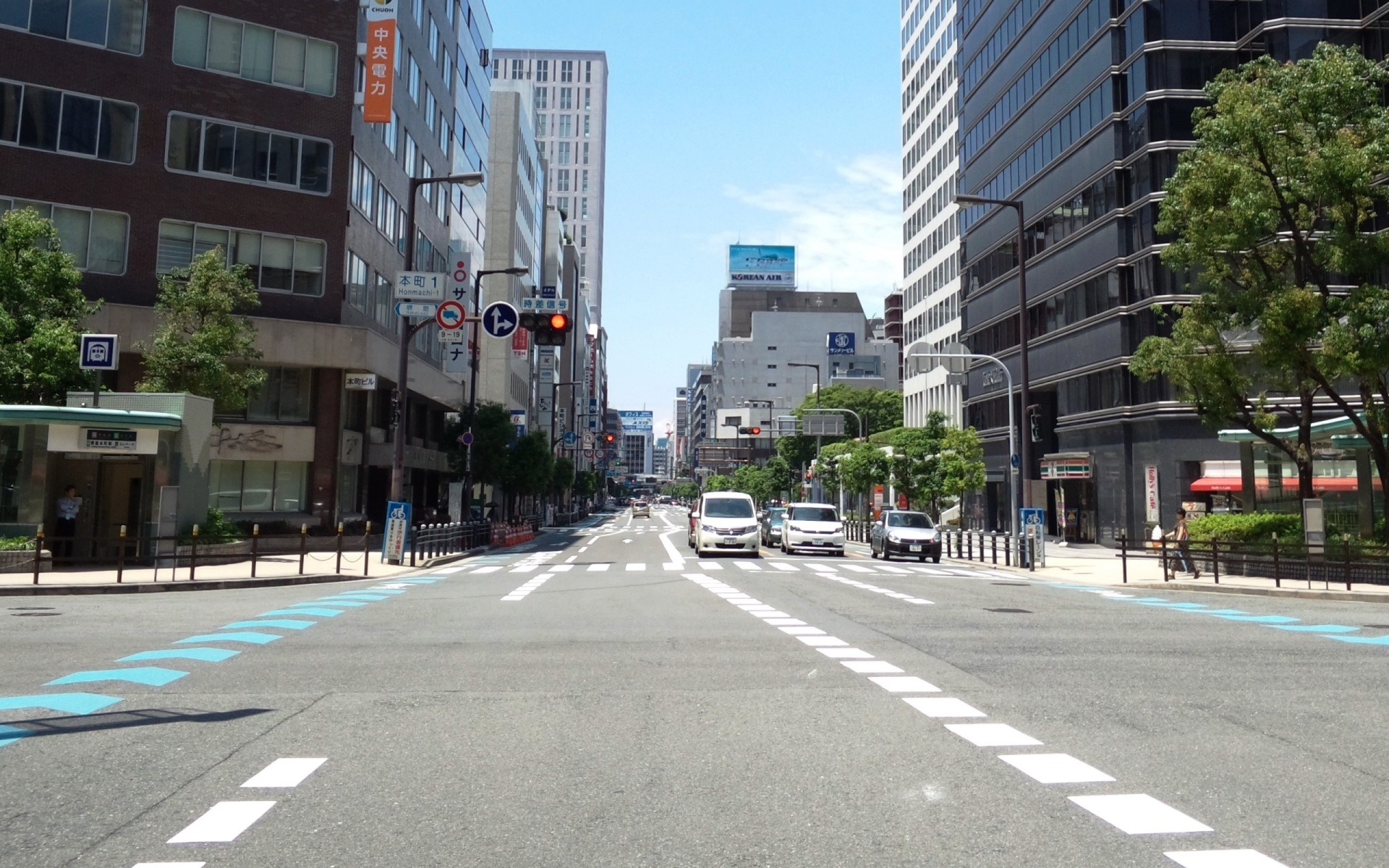
堺筋との交点・本町1交差点

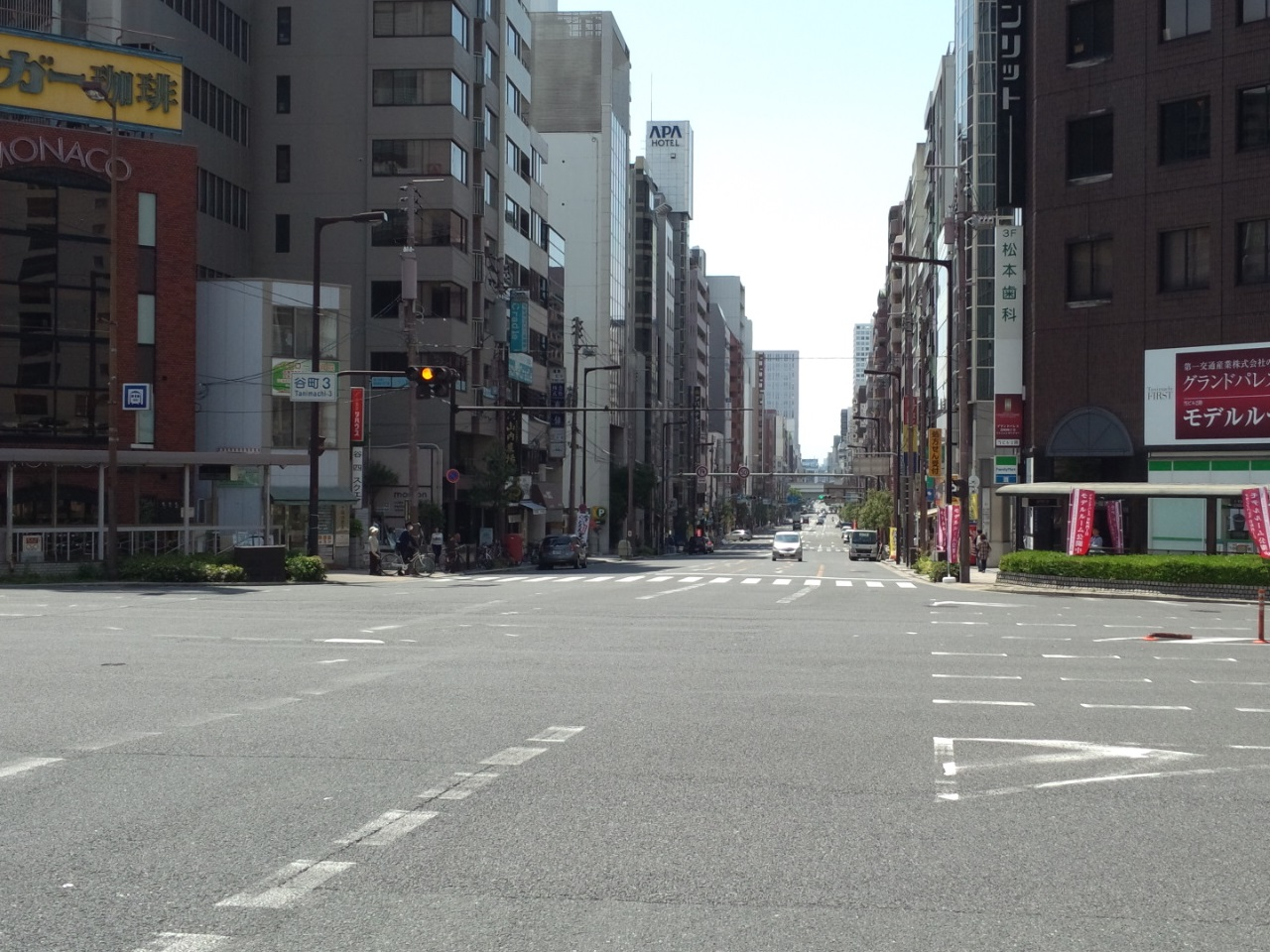
谷町筋との交点・谷町3交差点

本町通（ほんまちどおり）は、大阪府大阪市のほぼ中央を東西に走る主要地方道の愛称である。商社や卸売り問屋などが集中するオフィス街を貫く。

## 概要
区間は西区の川口交差点（みなと通との交点）から中央区の城南交差点（中央大通との交点）までの約4.4km。本町3交差点（御堂筋との交点）以西は国道172号の一部区間である。
沿線には「本町」と付く町名が5つあり、下船場の区間では北側が靱本町・南側が西本町、船場の区間では本町、上町の区間では西側が本町橋・東側が内本町となっている。

## 歴史

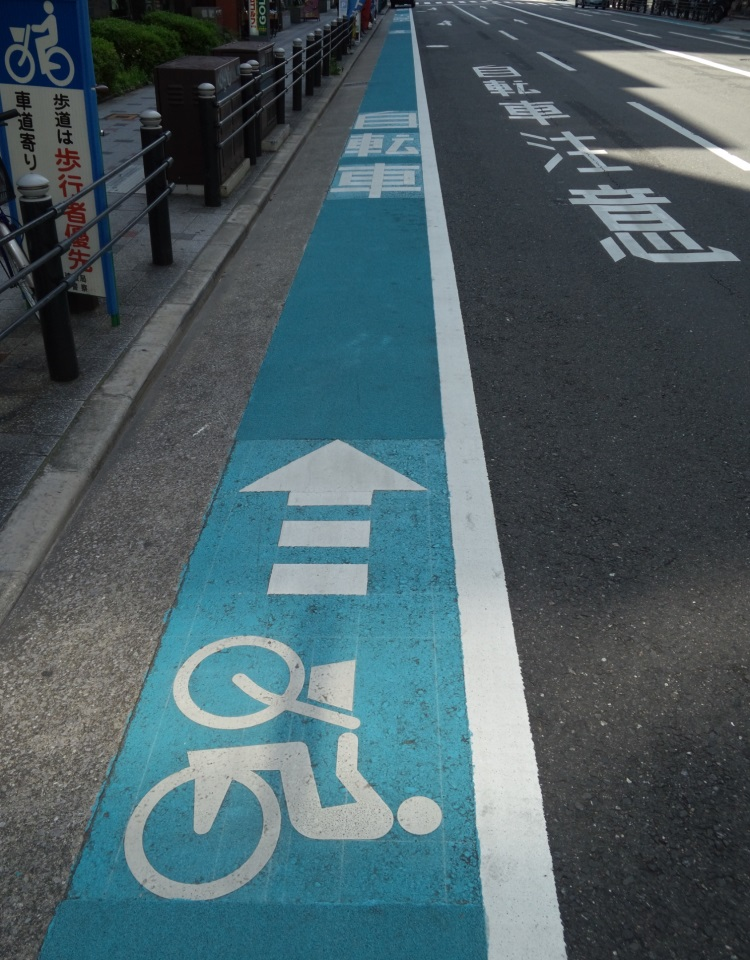
2013年9月、御堂筋 - 堺筋間の約500mの区間に整備された自転車レーン

江戸時代より船場のほぼ中央を東西に貫通し、大坂三郷のうち北組と南組の境界を成していた。当時の本町通の東端は大坂城南西角、現在の馬場町交差点で、ここを起点に南へ伸びる上町筋沿いの上本町と接続していた。西端は百間堀川となり、江之子島・川口方面へは架橋されていなかった。
1868年（慶応4年）に川口外国人居留地と江之子島を結ぶため、木津川に木津川橋が架橋された。1874年（明治7年）には大阪府の新庁舎（江之子島庁舎）が木津川橋東詰に完成している。1876年（明治9年）に改修された木津川橋上は馬車道と歩道が区分されており、大阪における歩車分離の始まりと言われている。
1913年（大正2年）には大阪市電靱本町線の敷設に伴って、谷町3交差点以西が幅員12間（約21.8m）に拡幅され、百間堀川に江之子島橋が架橋された。1923年（大正12年）には大阪市電谷町寝屋川線の敷設に伴って、谷町3交差点 - 馬場町交差点間も幅員12間に拡幅。1929年（昭和4年）には大阪市電城南線の敷設に伴って、馬場町交差点から森之宮まで延伸され、ほぼ現在の姿となった。
1970年（昭和45年）には幅員80mの中央大通が2本南に竣工し、大阪市中心部の東西幹線としての地位を譲った。本町通の地下を大阪市高速電気軌道の5路線が縦断しているが、本町通との交点に中心を置いている駅は昭和初期に開業した御堂筋線の本町駅のみで、昭和中期以降に開業した他の路線の駅は、本町通と中央大通の間に位置している。

## 沿線情報
西区
- 川口外国人居留地・日本聖公会川口基督教会
- 大阪西郵便局
- 阿波座駅
- 靱公園

中央区
- 相愛中学校・高等学校
- 本町駅
- 堺筋本町駅
- 大阪産業創造館
- 大阪商工会議所
- 谷町四丁目駅
- NHK大阪放送局
- 大阪歴史博物館
- 大阪府警察
- 大阪城・大阪城公園
- 大阪国際平和センター（ピース大阪）

## 交差する道路
特記がない道路は一般市道。
| 交差する道路 南← ＜本町通＞ →北    | 交差する道路 南← ＜本町通＞ →北    | 交差する場所 | 交差する場所 | 路線名           |
| ---------------------------------- | ---------------------------------- | ------------ | ------------ | ---------------- |
| ＜みなと通＞ 国道172号             | ＜みなと通＞                       | 川口         | 西区         | 国道172号        |
| ＜新なにわ筋＞ 府道29号大阪臨海線  | ＜新なにわ筋＞ 府道29号大阪臨海線  | 靱本町3      | 西区         | 国道172号        |
| ＜あみだ池筋＞ 都計中津西本町線    | ＜あみだ池筋＞ 都計中津西本町線    | 岡崎橋       | 西区         | 国道172号        |
| ＜なにわ筋＞ 府道41号大阪伊丹線    | ＜なにわ筋＞ 府道41号大阪伊丹線    | 靱本町1      | 西区         | 国道172号        |
| ＜四つ橋筋＞ 市道南北線            | ＜四つ橋筋＞ 市道南北線            | 信濃橋       | 西区         | 国道172号        |
| ＜御堂筋＞ 国道25号 重複=R26・R165 | ＜御堂筋＞ 国道25号 重複=R26・R165 | 本町3        | 中央区       | 国道172号        |
| ＜御堂筋＞ 国道25号 重複=R26・R165 | ＜御堂筋＞ 国道25号 重複=R26・R165 | 本町3        | 中央区       | 市道本町左専道線 |
| ＜堺筋＞ 府道102号恵美須南森町線   | ＜堺筋＞ 府道102号恵美須南森町線   | 本町1        | 中央区       |                  |
| ＜松屋町筋＞ 市道天神橋天王寺線    | ＜松屋町筋＞ 市道天神橋天王寺線    | 内本町2      | 中央区       |                  |
| ＜谷町筋＞ 府道30号大阪和泉泉南線  | ＜谷町筋＞ 府道30号大阪和泉泉南線  | 谷町3        | 中央区       |                  |
| ＜上町筋＞ 市道赤川天王寺線        | ＜上町筋＞ 市道赤川天王寺線        | 馬場町       | 中央区       |                  |
| ＜中央大通＞ 市道築港深江線        | ＜中央大通＞ 市道築港深江線        | 城南         | 中央区       |                  |
| （空堀町方面）                     |                                    |              |              |                  |

## 交通量
| 調査地点                                                                           | 日中   | 日中  | 全日   | 全日   |
| 調査地点                                                                           | 平日   | 休日  | 平日   | 休日   |
| ---------------------------------------------------------------------------------- | ------ | ----- | ------ | ------ |
| 西区西本町1丁目                                                                    | 14,221 | 5,393 | 20,336 | 8,032  |
| 中央区本町2丁目                                                                    | 15,576 | 7,648 | 23,676 | 11,314 |
| ※調査日： 2005/10/16（休日）、2005/10/19（平日）※日中=7:00-19:00、全日=7:00-翌7:00 |        |       |        |        |